# НВК «Фотоприлад»
Науково-виробничий комплекс «Фотопри́лад» — машинобудівне підприємство, що входить до концерну «УкрОборонПрому» та є флагманом українського військово-промислового комплексу.

## Історія

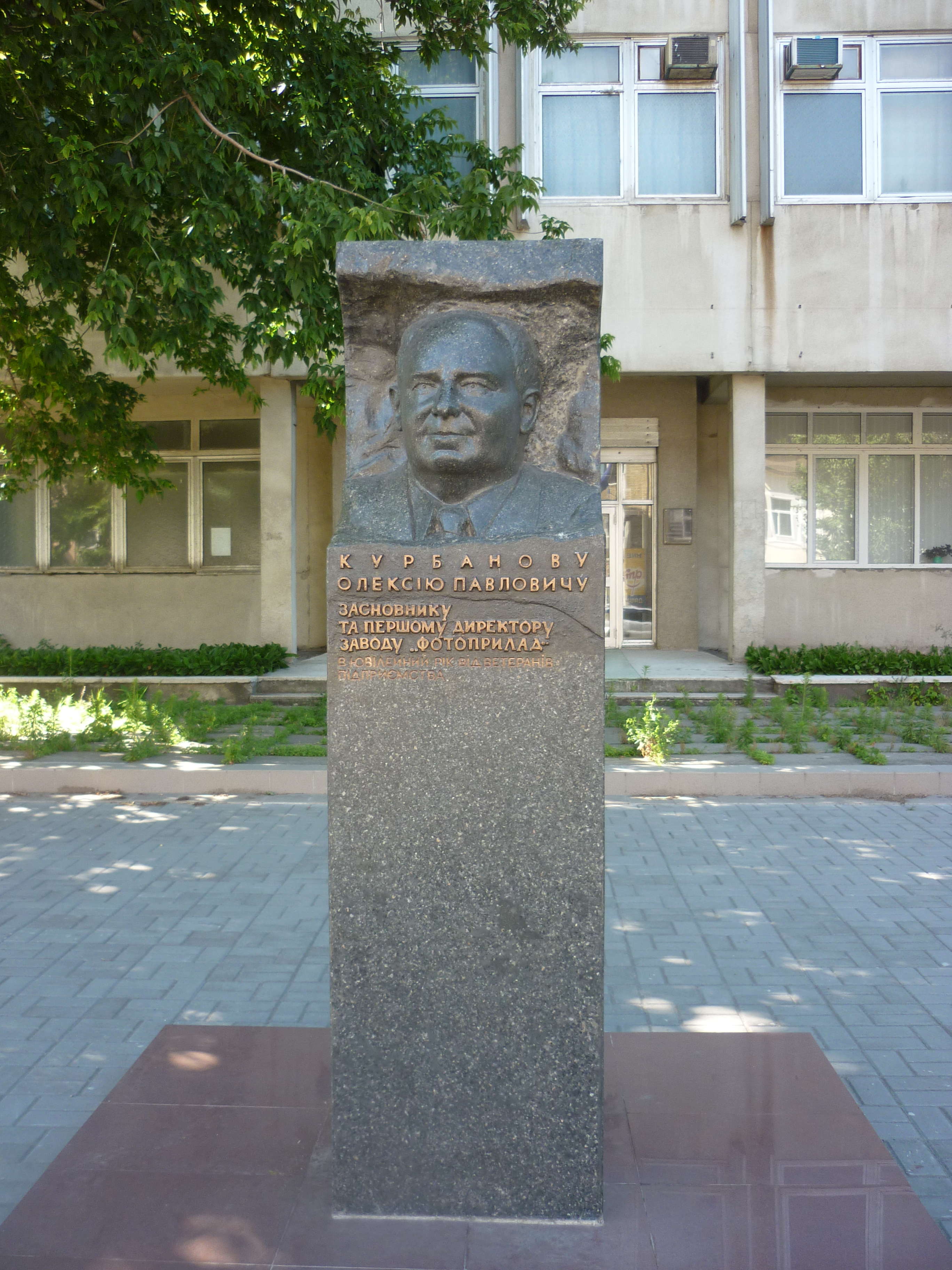
Пам'ятник О. П. Курбанову, засновнику заводу

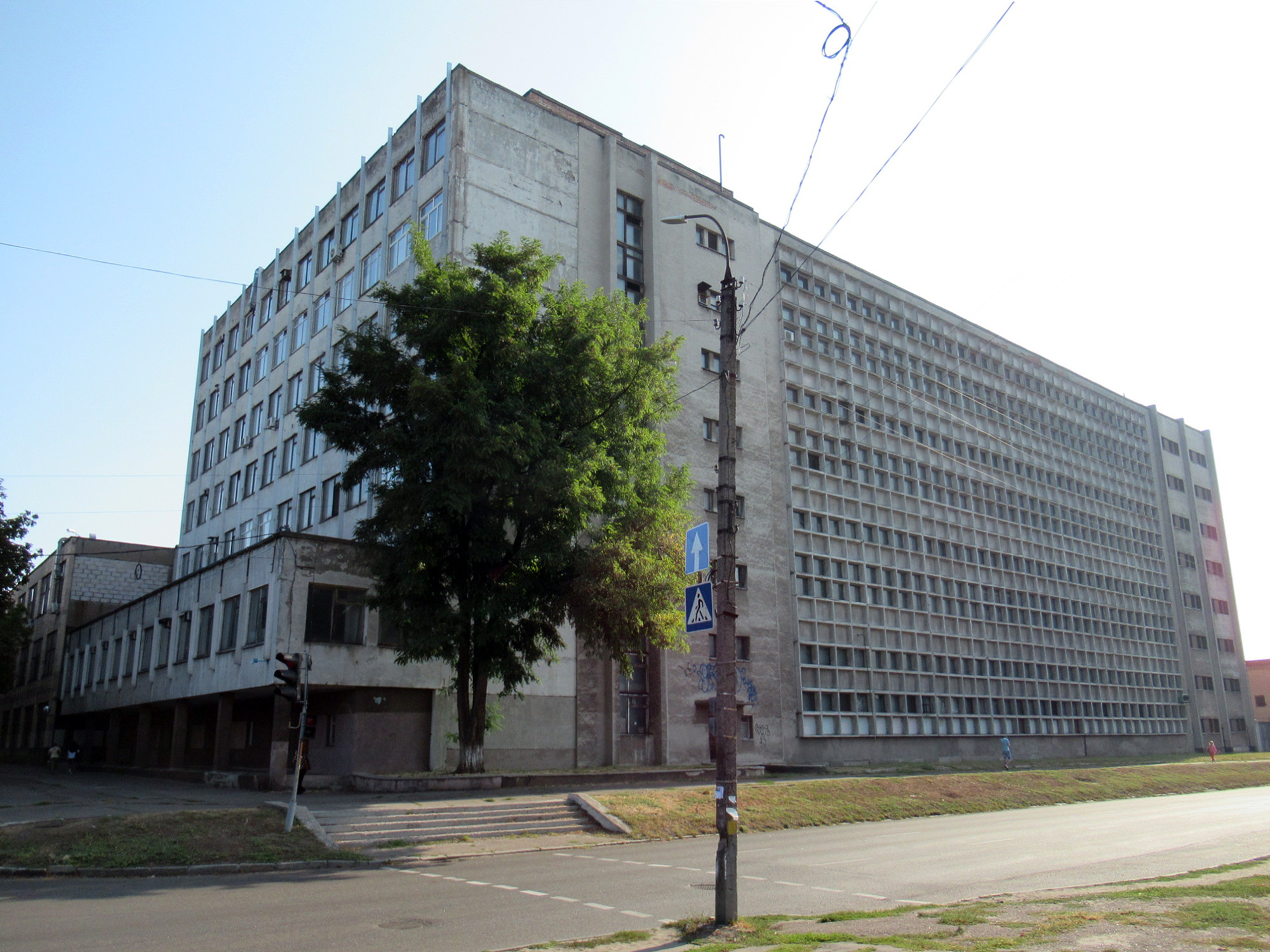
цех заводу по вулиці Надпільній

Завод «Фотоприлад» був заснований 1962 року на території артілі «Перемога» і займався спочатку випуском продукції, переведеної сюди з інших військових підприємств, зокрема заводу «Арсенал». 1965 року на заводі було створено власне спеціальне конструкторське бюро. На початку 1970-их років підприємство стало найголовнішим у СРСР з розробки та виробництва приладів хіміко-фотографічної обробки, сушки та дешифрування аерофотоматеріалів. Тут було розроблено та виготовлено низку важливих приладів і машин космічного призначення — «Свет», «Раккорд», «Топаз» та інші.
1972 року на заводі було розпочато розробку і виготовлення виробів точної механіки, оптико-механіки, хімічної та оптико-електроніки спецпризначення (гірокомпас 1Г-25 для визначення істинного азимуту, прицільні комплекси для самохідних артилерійських установок ПГ-2 та ПГ-4).
1976 року було розпочато серійне виробництво апаратури керування 9С475 для вертольотів Мі-24. Були освоєні процеси точного оптико-електронного машинобудування, електронно-променевого зварювання, що створило базу для подальшого розвитку прицільних комплексів. 1974 року на базі спеціального конструкторського бюро створено Центральне конструкторське бюро «Сокіл». На початку 1980-их років було впроваджено серійне виробництво виробів для криміналістики: мікроскоп порівняння МС-1, репродукційна установка РЕУС-1, якими і сьогодні обладнані великі експертно-криміналістичні центри України та країн СНД.
У 1990-их роках завод почав виробляти медичну техніку. Спільно з Одеським інститутом очних хвороб і тканинної терапії імені Філатова було розпочато виробництво низки офтальмологічних приладів — «Стимул», «Алькор», ФК-30. Розпочато випуск лабораторного приладдя — парафінонагрівач, негатоскоп, дистилятор.
1994 року на базі заводу та конструкторського бюро організовано науково-виробничий комплекс, який 1995 року увійшов до складу СКБ «Стріла».
З 1996 року були запущені у серійне виробництво танкові прицільні комплекси з використанням лазерної та мікроскопічної техніки. 1999 року система керування вогнем танків Т-804Д та Т-84 була обладнана прицільним комплексом виробництва «Фотоприладу», що дозволило провести оснащення танків для української армії та виконувати замовлення на експорт.
З 2011 року НВК увійшов до складу концерну «УкрОборонПром».
20 жовтня 2014 року Президент України Петро Порошенко повідомляє у Черкасах, що підприємство включене до програми державного замовлення на 2015 рік, тут виготовлятимуться для армії прилади нічного бачення й тепловізори.
В грудні 2020 року було укладено угоду про придбання п'ятикоординатного обробного центру MCG 150 CNC виробництва компанії OptoTech Optikmaschinen GmbH (Німеччина) для прецизійної обробки деталей із усіх видів оптичного скла. Вартість угоди становила 28,2 млн грн.

## Продукція
На сьогодні підприємство випускає продукцію за двома напрямками:

### Оборонна продукція
- прилади для систем управління об'єктами бронетанкової техніки
  - танковий прицільний комплекс «Рось» (1А43У)
  - танковий приціл наводчика «Промінь» (1Г46М)
  - приціл-приклад наведення (1К13-22, 1К13-49)
  - прицільно-спостережувальний комплекс «Агат» (ПНК-4СР)
  - прицільно-спостережувальний комплекс «Агат-СМ» (ПНК-5)
  - далекомір (КДТ-2У)
  - лазерні випромінювачі
  - прилад спостереження з круговим оглядом (МК-4У)
  - танковий панорамний прицільний комплекс (ПНК-6)
  - танкові тепловізійні прицільні комплекси «Буран-Матіс», «Буран-Катрін»
  - танковий нічний прицільний комплекс «Буран-E» (Т01-К01ER)
  - перископічний комбінований бінокулярний оглядовий прилад (ТКН-3МБУ, ТКН-3М)
  - денні приціли зенітні для БМП (1ПЗ-3, 1ПЗ-7, 1ПЗ-10)
  - танковий стабілізований денний приціл (ТШСМ-32ПВ)
  - танковий тепловізійний прицільний комплекс «Скат-М»
  - телевізійний далекомірний модуль (ТДМ)
  - лазерно-телевізійний модуль (ЛТМ)
  - телевізійно-оптична головка (ТОГ-1А)

- апаратура управління протитанковими керованими снарядами 
  - апаратура керування на вертоліт МІ-24 (9С475, 9С475-1, 9С475-2, 9С475-3, 9С475-4)
  - протитанковий прицільний комплекс «Хризантема»(1K118)
  - теплотелевізійний прилад керування (1K118T)
- прилади для установки, контролю та вивірки
  - прилад для визначення дульного кута гармати (УК-125, УК-100)
  - контрольно-перевірочна апаратура (КПА9В940)
  - трубки холодної пристрілки (ТХП-1)
  - рівень боковий (УБ-4)
  - прилад вивірки (УПВ-125)
  - контрольно-перевірочна апаратура КПА 9C475
  - контрольно-перевірочна апаратура КПА 9В992-1
  - рівень УК

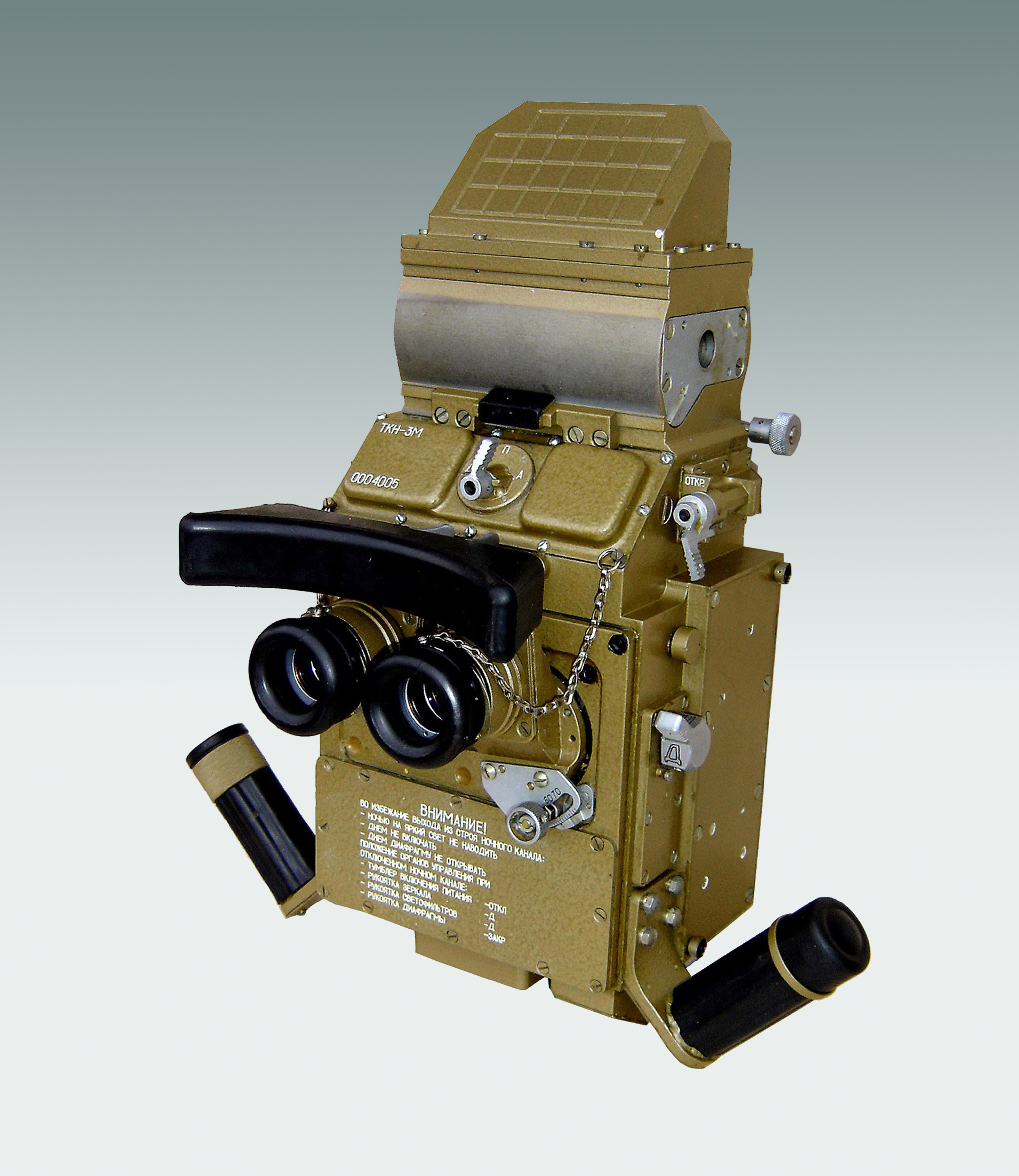
ТКН3М

- прилади керування вогнем для самохідних артилерійських установок
  - автоматизований прицільний комплекс (1П-22)
  - комплект гірокомпаса (1Г25-1)
  - перископічний приціл (ПГ-2)
  - перископічний приціл для САУ «Акація» (ПГ-4)

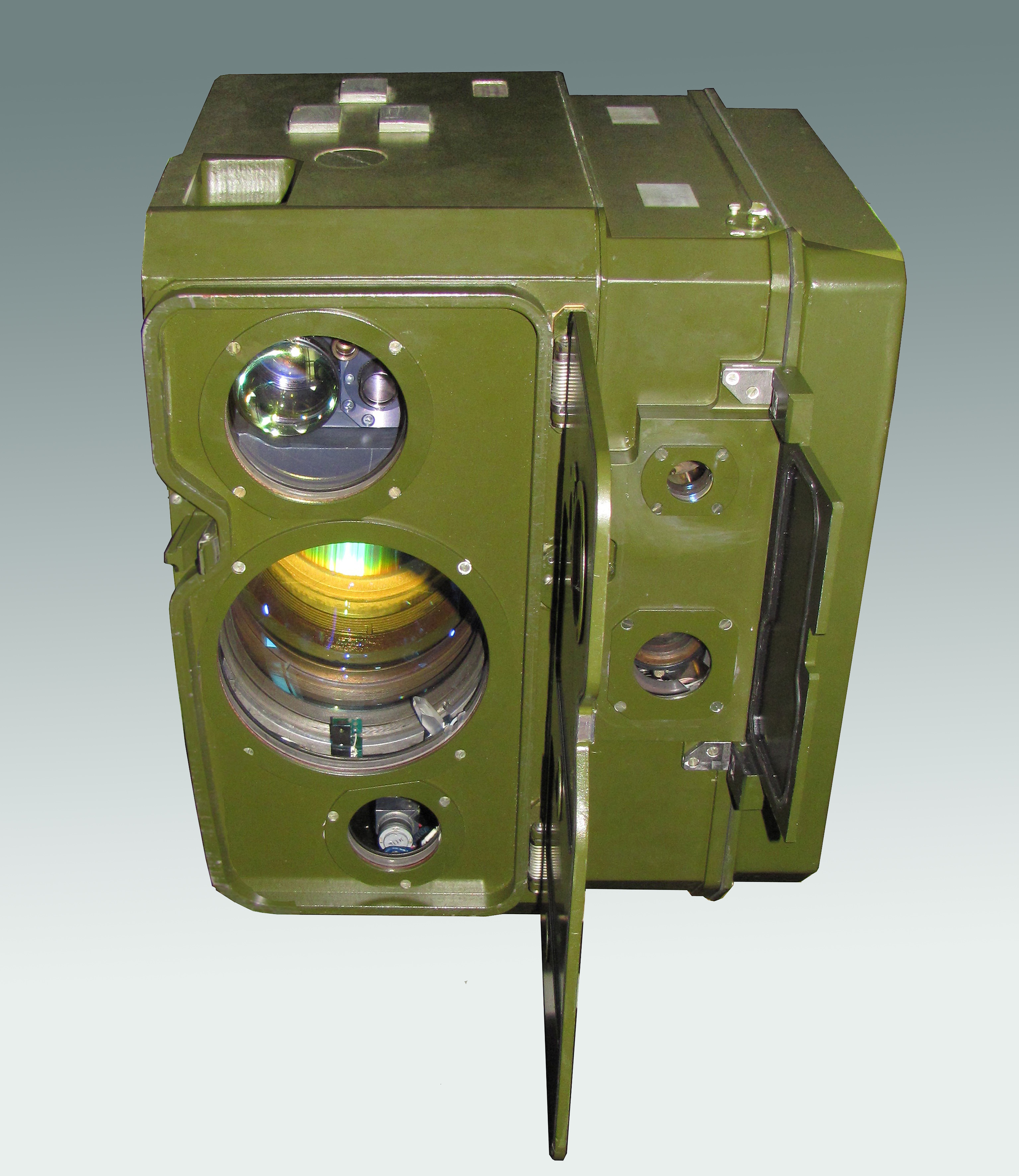
виріб ЛТМ
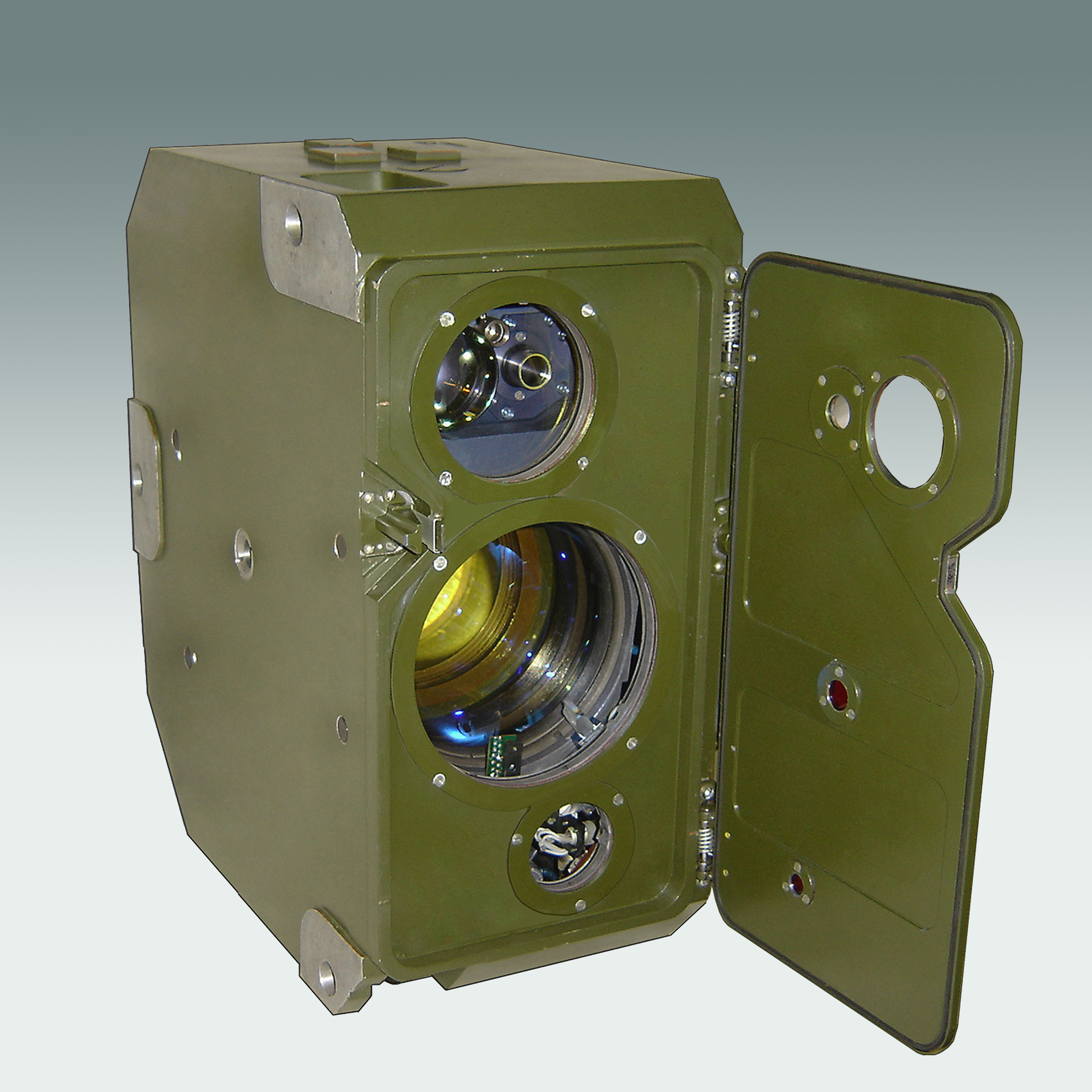
виріб ТДМ

- оптичні приціли
  - приціли оптичні (ПО-4-8Х30, ПО1.5-6Х42, ПО1.25-4Х20, ПО4М-Р, ПО4Х21.5, ПО3.5Х20)
  - перископічний приціл для гранатомета (ПГО-7В)
  - окуляри нічного бачення (ОНБ-300)
  - приціли коліматорні (ПК-1М)

### Цивільна продукція
- медичні функціональні ліжка
- аквадистилятор ДЕ-4
- парафінонагрівач ПН-10
- апарат для лікування амбліопії «засліплюючими» панорамними полями «Стимул»
- лупа переглядова

### Вироби для криміналістики
- мікроскоп порівняння МС-1